# Monica delle bambole/Domenica domenica
Monica delle bambole/Domenica domenica è un singolo di Milva, pubblicato dalla Ricordi nel 1974.

## Monica delle bambole
Monica delle bambole, è un brano scritto da Elide Suligoj su musica di Luciano Beretta su arrangiamento diretto dal maestro Natale Massara.
Il brano fu presentato al Festival di Sanremo 1974 posizionandosi al diciottesimo posto della classifica finale, anche se il regolamento di quell'edizione prevedeva che solo le prime tre canzoni classificate venissero annunciate al pubblico.
Il brano fu inserito nell'album Sono matta da legare, pubblicato nello stesso anno.

## Domenica domenica
Domenica domenica è la canzone pubblicata sul lato B del singolo, scritta da Giancarlo Colonnello su musica di Mario Piave. Questo brano non fu inserito in nessun album ma fu incluso nel 2016 nella raccolta Milva.

## Edizioni
Il singolo è stato distribuito in Italia dall'etichetta Ricordi, con codice SRL 10717, ed è stato distribuito anche in Yugoslavia.